# Весна Радовић
Весна Радовић (рођена 7. септембар, 1954. у Београду, ФНР Југославија) је бивша српска рукометашица која је играла за репрезентације Југославије и Аустрије. Као део репрезентације Југославије освојила је сребрну медаљу на Олимпијским играма 1980. у Москви. Са репрезентацијом Аустрије заузела је 6. место на Олимпијским играма у Лос Анђелесу. На Светским првенствима 1975. и 1978. заузела је пето место са Југославијом. Играла је за Раднички из Београда.